# Gran Premio motociclistico di Spagna
Il Gran Premio motociclistico di Spagna è una delle prove che compongono il motomondiale. Si svolge dal 1950, anche se la prima edizione valevole per il motomondiale è quella del 1951.

## Storia
La gara è entrata a far parte del calendario iridato dalla terza edizione del motomondiale nel 1951 il 7 e 8 aprile ed ha subito un'interruzione nella presenza dal 1956 al 1960.
In passato diversi circuiti hanno ospitato il GP. Dal 1951 al 1955, dal 1961 al 1968, nel 1970, 1972, 1974 e nel 1976 si svolse sul circuito di Montjuich, negli anni 1969, 1971, 1973, 1975, dal 1977 al 1986 e nel 1988 sul circuito di Jarama, nel 1987 e dal 1989 ad oggi sul circuito di Jerez de la Frontera.

## Risultati del Gran Premio
| Anno | Circuito | classe 50            | classe 125          | classe 250        | classe 350        | classe 500        | Sidecar                    | Resoconto |
| ---- | -------- | -------------------- | ------------------- | ----------------- | ----------------- | ----------------- | -------------------------- | --------- |
| 1950 | Montjuïc |                      | Nello Pagani        |                   | Tommy Wood        | Nello Pagani      | Milani-?                   | [ 3 ]     |
| 1951 | Montjuïc |                      | Guido Leoni         |                   | Tommy Wood        | Umberto Masetti   | Oliver-Dobelli             | Resoconto |
| 1952 | Montjuïc |                      | Emilio Mendogni     |                   |                   | Leslie Graham     | Oliver-Dobelli             | Resoconto |
| 1953 | Montjuïc |                      | Angelo Copeta       | Enrico Lorenzetti |                   | Fergus Anderson   |                            | Resoconto |
| 1954 | Montjuïc |                      | Tarquinio Provini   |                   | Fergus Anderson   | Dickie Dale       |                            | Resoconto |
| 1955 | Montjuïc |                      | Luigi Taveri        |                   |                   | Reg Armstrong     | Faust-Remmert              | Resoconto |
| 1957 | Montjuïc |                      | Carlo Ubbiali       |                   |                   | John Surtees      | Schmid-Kölle               | [ 3 ]     |
| 1958 | Montjuïc |                      | Carlo Ubbiali       | Carlo Ubbiali     |                   | John Surtees      |                            | [ 3 ]     |
| 1959 | Montjuïc |                      | Ricardo Fargas      |                   |                   | Peter Ferbrache   | Scheidegger-Burkhardt      | [ 3 ]     |
| 1960 | Montjuïc |                      | Luigi Taveri        |                   |                   | Jim Redman        | Florian Camathias-"Fiston" | [ 3 ]     |
| 1961 | Montjuïc |                      | Tom Phillis         | Gary Hocking      |                   |                   | Fath-Wohlgemuth            | Resoconto |
| 1962 | Montjuïc | Hans-Georg Anscheidt | Kunimitsu Takahashi | Jim Redman        |                   |                   | Deubel-Hörner              | Resoconto |
| 1963 | Montjuïc | Hans-Georg Anscheidt | Luigi Taveri        | Tarquinio Provini |                   |                   | Deubel-Hörner              | Resoconto |
| 1964 | Montjuïc | Hans-Georg Anscheidt | Luigi Taveri        | Tarquinio Provini |                   |                   | Camathias-Föll             | Resoconto |
| 1965 | Montjuïc | Hugh Anderson        | Hugh Anderson       | Phil Read         |                   |                   | Deubel-Hörner              | Resoconto |
| 1966 | Montjuïc | Luigi Taveri         | Bill Ivy            | Mike Hailwood     |                   |                   |                            | Resoconto |
| 1967 | Montjuïc | Hans-Georg Anscheidt | Bill Ivy            | Phil Read         |                   |                   | Auerbacher-Dein            | Resoconto |
| 1968 | Montjuïc | Hans-Georg Anscheidt | Salvador Cañellas   | Phil Read         | Giacomo Agostini  | Giacomo Agostini  |                            | Resoconto |
| 1969 | Jarama   | Aalt Toersen         | Cees van Dongen     | Santiago Herrero  | Giacomo Agostini  | Giacomo Agostini  |                            | Resoconto |
| 1970 | Montjuïc | Salvador Cañellas    | Ángel Nieto         | Kent Andersson    | Angelo Bergamonti | Angelo Bergamonti |                            | Resoconto |
| 1971 | Jarama   | Jan de Vries         | Ángel Nieto         | Jarno Saarinen    | Teuvo Länsivuori  | Dave Simmonds     |                            | Resoconto |
| 1972 | Montjuïc | Ángel Nieto          | Kent Andersson      | Renzo Pasolini    | Bruno Kneubühler  | Chas Mortimer     |                            | Resoconto |
| 1973 | Jarama   | Jan de Vries         | Chas Mortimer       | John Dodds        | Adu Celso-Santos  | Phil Read         |                            | Resoconto |
| 1974 | Montjuïc | Henk van Kessel      | Benjamín Grau       | John Dodds        | Víctor Palomo     |                   |                            | Resoconto |
| 1975 | Jarama   | Ángel Nieto          | Paolo Pileri        | Walter Villa      | Giacomo Agostini  |                   |                            | Resoconto |
| 1976 | Montjuïc | Ángel Nieto          | Pier Paolo Bianchi  | Gianfranco Bonera | Kork Ballington   |                   |                            | Resoconto |
| 1977 | Jarama   | Ángel Nieto          | Pier Paolo Bianchi  | Takazumi Katayama | Michel Rougerie   |                   |                            | Resoconto |
| 1978 | Jarama   | Eugenio Lazzarini    | Eugenio Lazzarini   | Gregg Hansford    |                   | Pat Hennen        |                            | Resoconto |
| 1979 | Jarama   | Eugenio Lazzarini    | Ángel Nieto         | Kork Ballington   | Kork Ballington   | Kenny Roberts     |                            | Resoconto |
| 1980 | Jarama   | Eugenio Lazzarini    | Pier Paolo Bianchi  | Kork Ballington   |                   | Kenny Roberts     |                            | Resoconto |
| 1981 | Jarama   | Ricardo Tormo        | Ángel Nieto         | Anton Mang        |                   |                   | Biland-Waltisperg          | Resoconto |
| 1982 | Jarama   | Stefan Dörflinger    | Ángel Nieto         | Carlos Lavado     |                   | Kenny Roberts     |                            | Resoconto |
| 1983 | Jarama   | Eugenio Lazzarini    | Ángel Nieto         | Hervé Guilleux    |                   | Freddie Spencer   |                            | Resoconto |
| Anno | Circuito | classe 80            | classe 125          | classe 250        | classe 350        | classe 500        | Sidecar                    | Resoconto |
| 1984 | Jarama   | Pier Paolo Bianchi   | Ángel Nieto         | Sito Pons         |                   | Eddie Lawson      |                            | Resoconto |
| 1985 | Jarama   | Jorge Martínez       | Pier Paolo Bianchi  | Carlos Lavado     |                   | Freddie Spencer   |                            | Resoconto |
| 1986 | Jarama   | Jorge Martínez       | Fausto Gresini      | Carlos Lavado     |                   | Wayne Gardner     |                            | Resoconto |
| 1987 | Jerez    | Jorge Martínez       | Fausto Gresini      | Martin Wimmer     |                   | Wayne Gardner     | Webster-Hewitt             | Resoconto |
| 1988 | Jarama   | Stefan Dörflinger    | Jorge Martínez      | Sito Pons         |                   | Kevin Magee       |                            | Resoconto |
| 1989 | Jerez    | Herri Torrontegui    | Àlex Crivillé       | Luca Cadalora     |                   | Eddie Lawson      |                            | Resoconto |

| Anno | Circuito | classe 125                  | classe 250                     | classe 500                 | Sidecar                       | Resoconto |
| ---- | -------- | --------------------------- | ------------------------------ | -------------------------- | ----------------------------- | --------- |
| 1990 | Jerez    | Hans Spaan (Honda)          | Luca Cadalora (Yamaha)         | Wayne Rainey (Yamaha)      | Webster-Simmons (LCR-Krauser) | Resoconto |
| 1991 | Jerez    | Noboru Ueda (Honda)         | Helmut Bradl (Honda)           | Michael Doohan (Honda)     | Webster-Simmons (LCR-Krauser) | Resoconto |
| 1992 | Jerez    | Ralf Waldmann (Honda)       | Loris Reggiani (Aprilia)       | Michael Doohan (Honda)     | Webster-Simmons (LCR-ADM)     | Resoconto |
| 1993 | Jerez    | Kazuto Sakata (Honda)       | Tetsuya Harada (Yamaha)        | Kevin Schwantz (Suzuki)    |                               | Resoconto |
| 1994 | Jerez    | Kazuto Sakata (Aprilia)     | Jean-Philippe Ruggia (Aprilia) | Michael Doohan (Honda)     |                               | Resoconto |
| Anno | Circuito | classe 125                  | classe 250                     | classe 500                 | Thunderbike Trophy            | Resoconto |
| 1995 | Jerez    | Haruchika Aoki (Honda)      | Tetsuya Harada (Yamaha)        | Alberto Puig (Honda)       | Yves Briguet                  | Resoconto |
| 1996 | Jerez    | Haruchika Aoki (Honda)      | Max Biaggi (Aprilia)           | Michael Doohan (Honda)     | William Costes                | Resoconto |
| 1997 | Jerez    | Valentino Rossi (Aprilia)   | Ralf Waldmann (Honda)          | Àlex Crivillé (Honda)      |                               | Resoconto |
| 1998 | Jerez    | Kazuto Sakata (Aprilia)     | Loris Capirossi (Aprilia)      | Àlex Crivillé (Honda)      |                               | Resoconto |
| 1999 | Jerez    | Masao Azuma (Honda)         | Valentino Rossi (Aprilia)      | Àlex Crivillé (Honda)      |                               | Resoconto |
| 2000 | Jerez    | Emilio Alzamora (Honda)     | Ralf Waldmann (Aprilia)        | Kenny Roberts Jr (Suzuki)  |                               | Resoconto |
| 2001 | Jerez    | Masao Azuma (Honda)         | Daijirō Katō (Honda)           | Valentino Rossi (Honda)    |                               | Resoconto |
| Anno | Circuito | classe 125                  | classe 250                     | MotoGP                     |                               | Resoconto |
| 2002 | Jerez    | Lucio Cecchinello (Aprilia) | Fonsi Nieto (Aprilia)          | Valentino Rossi (Honda)    |                               | Resoconto |
| 2003 | Jerez    | Lucio Cecchinello (Aprilia) | Toni Elías (Aprilia)           | Valentino Rossi (Honda)    |                               | Resoconto |
| 2004 | Jerez    | Marco Simoncelli (Aprilia)  | Roberto Rolfo (Honda)          | Sete Gibernau (Honda)      |                               | Resoconto |
| 2005 | Jerez    | Marco Simoncelli (Aprilia)  | Daniel Pedrosa (Honda)         | Valentino Rossi (Yamaha)   |                               | Resoconto |
| 2006 | Jerez    | Álvaro Bautista (Aprilia)   | Jorge Lorenzo (Aprilia)        | Loris Capirossi (Ducati)   |                               | Resoconto |
| 2007 | Jerez    | Gábor Talmácsi (Aprilia)    | Jorge Lorenzo (Aprilia)        | Valentino Rossi (Yamaha)   |                               | Resoconto |
| 2008 | Jerez    | Simone Corsi (Aprilia)      | Mika Kallio (KTM)              | Daniel Pedrosa (Honda)     |                               | Resoconto |
| 2009 | Jerez    | Bradley Smith (Aprilia)     | Hiroshi Aoyama (Honda)         | Valentino Rossi (Yamaha)   |                               | Resoconto |
| Anno | Circuito | classe 125                  | Moto2                          | MotoGP                     |                               | Resoconto |
| 2010 | Jerez    | Pol Espargaró (Derbi)       | Toni Elías (Moriwaki)          | Jorge Lorenzo (Yamaha)     |                               | Resoconto |
| 2011 | Jerez    | Nicolás Terol (Aprilia)     | Andrea Iannone (Suter)         | Jorge Lorenzo (Yamaha)     |                               | Resoconto |
| Anno | Circuito | Moto3                       | Moto2                          | MotoGP                     |                               | Resoconto |
| 2012 | Jerez    | Romano Fenati (FTR Honda)   | Pol Espargaró (Kalex)          | Casey Stoner (Honda)       |                               | Resoconto |
| 2013 | Jerez    | Maverick Viñales (KTM)      | Esteve Rabat (Kalex)           | Daniel Pedrosa (Honda)     |                               | Resoconto |
| 2014 | Jerez    | Romano Fenati (KTM)         | Mika Kallio (Kalex)            | Marc Márquez (Honda)       |                               | Resoconto |
| 2015 | Jerez    | Danny Kent (Honda)          | Jonas Folger (Kalex)           | Jorge Lorenzo (Yamaha)     |                               | Resoconto |
| 2016 | Jerez    | Brad Binder (KTM)           | Sam Lowes (Kalex)              | Valentino Rossi (Yamaha)   |                               | Resoconto |
| 2017 | Jerez    | Arón Canet (Honda)          | Álex Márquez (Kalex)           | Daniel Pedrosa (Honda)     |                               | Resoconto |
| 2018 | Jerez    | Philipp Öttl (KTM)          | Lorenzo Baldassarri (Kalex)    | Marc Márquez (Honda)       |                               | Resoconto |
| 2019 | Jerez    | Niccolò Antonelli (Honda)   | Lorenzo Baldassarri (Kalex)    | Marc Márquez (Honda)       |                               | Resoconto |
| Anno | Circuito | Moto3                       | Moto2                          | MotoGP                     | MotoE                         | Resoconto |
| 2020 | Jerez    | Albert Arenas (KTM)         | Luca Marini (Kalex)            | Fabio Quartararo (Yamaha)  | Eric Granado (Energica)       | Resoconto |
| 2021 | Jerez    | Pedro Acosta (KTM)          | Fabio Di Giannantonio (Kalex)  | Jack Miller (Ducati)       | Alessandro Zaccone (Energica) | Resoconto |
| 2022 | Jerez    | Izan Guevara (Gas Gas)      | Ai Ogura (Kalex)               | Francesco Bagnaia (Ducati) | Eric Granado (Energica)       | Resoconto |
| 2022 | Jerez    | Izan Guevara (Gas Gas)      | Ai Ogura (Kalex)               | Francesco Bagnaia (Ducati) | Eric Granado (Energica)       | Resoconto |
| Anno | Circuito | Moto3                       | Moto2                          | MotoGP                     | MotoGP                        | Resoconto |
| Anno | Circuito | Moto3                       | Moto2                          | Sprint                     | Gara                          | Resoconto |
| 2023 | Jerez    | Iván Ortolá (KTM)           | Sam Lowes (Kalex)              | Brad Binder (KTM)          | Francesco Bagnaia (Ducati)    | Resoconto |
| 2024 | Jerez    | Collin Veijer (Husqvarna)   | Fermín Aldeguer (Boscoscuro)   | Jorge Martín (Ducati)      | Francesco Bagnaia (Ducati)    | Resoconto |
| 2025 | Jerez    | José Antonio Rueda (KTM)    | Manuel González (Kalex)        | Marc Márquez (Ducati)      | Álex Márquez (Ducati)         | Resoconto |